# ژان مامی
ژان مامی (فرانسوی: Jean Mamy‎؛ ‏ ۸ ژوئیهٔ ۱۹۰۲ – ۲۹ مارس ۱۹۴۹) بازیگر، کارگردان فیلم، روزنامه‌نگار، فیلم‌نامه‌نویس و تدوین‌گر اهل فرانسه بود.
از فیلم‌ها یا برنامه‌های تلویزیونی که وی در آن نقش داشته‌است می‌توان به آنتراکت و تطهیر بچه اشاره کرد.